# El man del porno
El hombre porno es una película de comedia colombiana de 2018 dirigida por Mateo Stivelberg y protagonizada por José Restrepo, Silvia Varón Santamaría, Juan Sebastián Calero y Luis Eduardo Arango.

## Sinopsis
Carlos Andrés es un joven bogotano que decide contribuir económicamente en su hogar convirtiéndose en un excéntrico actor porno, logrando éxito en el mundo del cine para adultos. Sin embargo, su novia no se ha enterado del nuevo trabajo de Carlos. Cuando se entere, el joven deberá escoger entre recuperar al amor de su vida o continuar con una fructífera carrera como el nuevo ídolo del porno colombiano.

## Reparto
- José Restrepo es Carlos Andrés
- Tatiana Ariza es Paola
- Silvia Varón Santamaría es Érika
- Carlos Hurtado es Rodrigo
- Juan Sebastián Calero es Steven
- Victoria Hernández es Martha
- Amaranta Hank es la actriz porno